# (50033) Perelman
Pour les articles homonymes, voir Perelman.
(50033) Perelman est un astéroïde de la ceinture principale.

## Description
(50033) Perelman est un astéroïde de la ceinture principale. Il fut découvert le 3 janvier 2000 à Gnosca par Stefano Sposetti. Il porte le nom de Grigori Perelman. Il présente une orbite caractérisée par un demi-grand axe de 2,77 UA, une excentricité de 0,07 et une inclinaison de 9,9° par rapport à l'écliptique.